# Saturday Night
Saturday Night este cel de-al zecelea single al trupei Suede, lansat pe 13 ianuarie 1997, și al treilea single de pe cel de-al treilea album al lor, Coming Up. A atins locul 6 în Marea Britanie, situându-se pe o poziție mai bună decât single-ul anterior, „Beautiful Ones”, dar nereușind totuși să egaleze performanța cântecului „Trash” (locul 3 în Marea Britanie).

## Lista melodiilor

### CD1
1. „Saturday Night” (Brett Anderson, Richard Oakes)
2. „W.S.D.” (Anderson)
3. „Jumble Sale Mums” (Anderson, Oakes)

### CD2

Coperta single-ului „Saturday Night”, CD2

1. „Saturday Night”
2. „This Time” (Anderson, Oakes)
3. „Saturday Night” [original demo]

### 7" vinyl
1. „Saturday Night”
2. „This Time”
3. „Beautiful Ones” (Anderson, Oakes)
4. „The Sound of the Streets” (Anderson)

- Lansat pe 15 februarie 1997, la pachet cu single-ul anterior, „Beautiful Ones”.

## Despre videoclip
Videoclipul este regizat de Pedro Romhanyi (care regizase și videoclipul la single-ul anterior, „Beautiful Ones”, ca și videoclipul pentru „Animal Nitrate”). A fost filmat la metroul londonez, la linia Piccadilly, stația Holborn.
În prima jumătate a clipului, camerele urmăresc o femeie elegantă (interpretată de actrița britanică Keeley Hawes), care este arătată coborând pe scara rulantă spre stație și oprindu-se să aștepte metroul. În cea de-a doua jumătate, atenția se îndreaptă spre Brett Anderson, care este arătat urcând în metrou. Camera se oprește și asupra altor personaje, fără însă a insista prea mult pe acestea. Ceilalți membri ai trupei își fac și ei apariția în cadre scurte: Simon Gilbert este arătat cu un câine în lesă pe scara rulantă; Mat Osman e arătat în stație, așezat pe un scaun lângă protagonistă, cu un ziar în mână; Neil Codling apare tot în stație, îndreptându-se către un telefon public (convorbirea îi este însă întreruptă de sosirea metroului); Richard Oakes e arătat în metrou, cu tâmpla lipită de geam.
Există și câteva scene care fac o oarecare trimitere la versurile piesei, scene în care personajele sunt arătate dansând, înconjurate de lumini portocalii.

## Poziții în topuri
- 6 (Marea Britanie)
- 7 (Finlanda)
- 11 (Suedia)